# Tonžská ragbyová reprezentace
Tonžská ragbyová reprezentace reprezentuje Tongu na turnajích rugby union. Kromě MS 1991 se zúčastnili všech MS v ragby. Za největší úspěchy na světových šampionátech se považují vítězství 28:25 nad Itálií na MS 1999 a vítězství 19:14 nad Francií na MS 2011. Reprezentace Tongy je pravidelným účastníkem Pacifického národního poháru, kterého se také účastní Japonsko, Samoa a Fidži, Kanada a USA.  Před zápasy tančí tanec Sipi Tau. K 23. 10. 2023 byli Tonžané na 16. místě světového ragbyového žebříčku.